# Alba Capell
Pour les articles homonymes, voir Capell.
Capell  Sandín est un nom espagnol. Le premier nom de famille, en général paternel, est Capell ; le second, en général maternel, souvent omis, est Sandín.
Pas d'image ? Cliquez ici

a Compétitions nationales et continentales officielles uniquement.

b Matchs officiels uniquement.
Dernière mise à jour le 3 janvier 2025.
Alba Capell, née le 28 octobre 2003, est une joueuse internationale espagnole de rugby à XV et internationale de rugby à sept évoluant au poste de troisième ligne aile. Elle joue en Championnat d'Angleterre, aux Sale Sharks.

## Biographie
Née le 28 octobre 2003, Alba Capell fait ses débuts à l'école de rugby à XV du FC Barcelone qu'elle rejoint dans la catégorie des moins de 10 ans. Elle intègre la section féminine seniore du FC Barcelone dès sa création. Avec son équipe, où joue notamment Clàudia Peña, elle enchaine les promotions, jusqu'à amener le club en première division espagnole au terme de la saison 2022-2023. 
Elle devient internationale espagnole à l'été 2022 contre les Springboks. Au mois de mai suivant, elle est sélectionnée avec l'équipe d'Espagne à sept et joue le tournoi de Toulouse des World Rugby Sevens Series.
Elle joue la saison 2023-2024 sous les couleurs du Stade rennais, en Élite 1. Elle est sélectionnée pour la première édition du WXV.
En 2024-2025, Alba Capell part jouer en Angleterre, recrutée par les Sale Sharks. Elle est à nouveau sélectionnée pour le WXV, qui voit l'Espagne se qualifier pour la Coupe du monde 2025. Elle a son petit moment de célébrité lorsqu'elle brandit le trophée qui se casse entre ses mains.

## Palmarès

### En club
- Vainqueur du Championnat d'Espagne de 2e division en 2023.

### En équipe nationale
- Vainqueur du Championnat d'Europe en 2023, 2024 et 2025.
- Vainqueur du WXV 3 en 2024.